# Listrognathus obnoxius
Listrognathus obnoxius là một loài tò vò trong họ Ichneumonidae.